# ملكة فرعونية

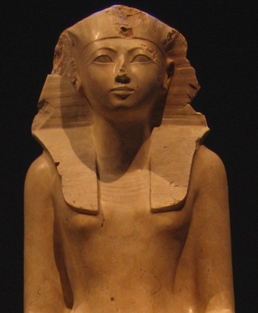
حتشبسوت هي الملكة الفرعونية الأكثر شُهرة في التاريخ المصري

الملكة الفرعونية هو لقب يشار به في العادة إلى النساء اللواتي بلغن منصب فرعون في مصر القديمة.

## حالات إستثنائية.
توجد حالات نادرة للملكة الفرعونية في الحضارة المصرية القديمة على مدار ثلاث آلاف من السنين (3100 م-30 ق.م)، وكان الحكم المصري في العادة مقدراً للذكر ولم يكن للمرأة دور في الإستيلاء على السلطة المطلقة بل كانت حامية وحارسة لبلادها وزوجها.
تمتلك الملكات المصرية سلطة هائلة في ظل حكم زوجها وفي العديد من المراسم الدينية وليس ذلك فحسب بل لا يمكن لأي رجل أن يعتلي العرش مطلقاً إلا من خلال الزواج من امرأة ذات دم ملكي.
ولذلك فلا عجب من الزواج بين الإخوة أو التغيرات الأسرية الناتجة في حين خلافة النجل للفقيد.
و فقاً لذلك الأمر، كانت المرأة ضمان الشرعيه وللخلافة للفرعون وأيضاً هي المسؤل الرئيسي عن الأمن في مصر للقيام بدورها باتجاه الإلهه إيزيس.
بالرغم من كل هذا، وضوح الدين مثل على عدم إمكانية لوجود تمثيل للآلهه إزيس لذكر ولا إمكانية لوجود تمثيل للإله حورس لأنثى أيضاً، وكلا من الجنسين لديه دوراً محدداً في سير الأداء للبلاد وكما أن هذا السير بيعتمد على هذا التناغم.
حينئذ، لماذا جاءت الملكات الفرعونية إلى حيز الوجود؟ الإجابة بسيطة.
في جميع الحالات المعروفة وفي العديد من هؤلاء الذين يمكن أن يكونوا في هذا الوضع، لم يوجد خليفة واضح للملك المتوفي أو إذا لم يكن له ابن، أو لم يستوفي بمتطلبات معينة أو مشكوك في أصله الغير شرعي.
أيضًا في حالة نقص الملكات للزواج مع أي مرشح للحكم لا يوجد سوى خيار وهو أن الأرملة ترث العرش وتحكم بمفردها وذلك لأسباب متعددة:-
من خلال الطموح الشخصي للملكة، أو عدم وجود مرشحيين مناسبين أو لتجنب الخطر من خلال هذه الطريقة فقط.
لسوء الحظ كل الملكات الفرعونية لم يستطيعن تقديم شيئاً لبلادهن. بإستثناء واحدة منهم، جميعهن لم يستمروا طويلاً وكان لديهن نسب مشوك في أمره، الذي أدى إلى انتهاء أسرتهم وبداية عصر جديد من الفوضى بين أقارب العائلة المالكة لحقهم في انتزاع العرش.
أيا من هؤلاء النساء الجبابرة لا يمكنها الزواج مرة أخرى، فاعتلوا العرش من أجل تأجيل أزمة لا مفر منها في الدولة.
و بالتالى، فإنه غير صحيح تماماً إلقاء اللوم على حكم الملكة الفرعونية في إنحدار البلاد.

## من هم؟
إن الكتاب اللاتنين مثل ديودور روس تصدى لسجل مانيتو (الكاهن المصري الذي كان تحت الحكم البطلمي المسئول عن كتابة تاريخ بلاده)، أكدوا وجود خمس ملكات فرعونية فقط على مدى قرون عديدة.
نحن لا نعرف ما إذا كان صحيحاً، ولكن على الأرجح أن يوجد العديد من المرشحيين وهناك ثلاث موثقات جيدًا، واثنين منهما محتملة والأخرى مشكوك في صحتها، والملكات هما:-

### ملكات فرعونيه معروفة

#### سبك نفرو
ساد حكمها لأربع سنوات (وربما أكثر من هذا) 1773-1777 ق.م، وتعتبر آخر حاكمه من سلاله الأسرة الثانية عشر، ونحن لا نعرف شيئاً عنها سوى الاسم التتويجي (سوبك كا رع نفروسبك).
كانت ابنه الملك أمنمحات الثالث، آخر ملك عظيم من سلالته، وشقيقه الملك أمنمحات الرابع.
يعتقد أن كلا من الأخويين لم يتزوجوا بل كان يوجد تنافس بينهما، الأمر الذي أدى إلى موت الذكر وحصول سبك نفرو على العرش. اتخذت ألقاب الذكور وحكمت حتى اختفائه والأمر الذي يتزامن مع نهاية رخاء الأسرة الوسطى.
على الرغم من عدم الإستقرار، فلقد إمتاز حكم سبك نفرو بالسلام وربما هذا بفضل خلافه ملكة فرعونية، ويعتقد أن أول ملوك الأسرة الثلاثة عشر كانوا أحفاد الملك المتوفي أمنمحات الرابع.

#### حتشبسوت
هي الملكة الفرعونية التي نمتلك الكثير من المعلومات عنها.
هي الابنة الكبرى لفرعون مصر الملك تحتمس الأول وزوجة الملك تحتمس الثاني، وكانت تمتلك طموحا كبيرا وقدرة لا يمكن انكارها في الحكم.
في بادرة غير مسبوقة إنها حلت محل ابن المللك تحتمس الثاني وكمحظية للملك تحتمس الثالث، وهذا نظراً إلي صغر سنه والشك في نسبه الملكي وكما تم أيضاً اختيارها من قبل الإله آمون، الذي أعلنها أول مولد. صاغ والدها الملك تحتمس الأول مكتوب إنه منح الملكة حتشبسوت الأفضلية كخليفة له على حساب شقيقيها، وهذا كما يظهر في بعض المصادر.
هذه المرأة العظيمة حكمت مثل (عدل وروح رع) من 1479-1457 ق. م خلال الاسرة الثامنة عشر، وإعتقد أنها فترة إنشاء سلاله من الملكات، ولكن تحطمت أمالها بعد الوفاة المفاجئة لإبنتها (نفرتي رع) ومعظم الداعمين لها امثال الكاهن الملكي هبوسييب والمهندس المعماري سنموت (المدعي الحب لها) وعلي الأرجح تم تشكيل هذا من خلال الملك تحتمس الثالث. حكمها ساد 22 سنة حتي وفاتها.
و أيضاً خلافتها نعمت بالسلام وتحتمس الثالث الذي عمل على محو ذاكرته من كره أعمى، أصبح واحد من اعظم ملوك مصر الفرعونية.

#### توسرت
وفقاً للكتاب الكلاسيكيين أنها كانت الفرعون الخامس والأخير للمملكة الفرعونية.
على الرغم من عدم كونها ابنه للفرعون ولكنها حاولت محاكاة حتشبسوت بعد موت زوجها الملك سيتي الثاني وتولت وصايه الطفل سبتاح ولكنه توفى في وقت مبكر ولهذا اعتلت توسرت العرش وحكمت لمدة عامين من 1188 إلى 1185 ق.م تحت اسماً مستعار (توسرت ست نخت) حتى تمت الإطاحة بها من قبل الملك سى بتاح مؤسس الأسرة العشرين.
علي نقيض الملكة حتشبسوت، توسرت عاشت في فترات صعبه محملة لضغط من رجال الدين والجيش وشكوك من قبل عامه الشعب. ويضاف الي هذا الشخص الروحي السوري الذي يعتقد أنه زرع الفوضى متحالفاً مع توسرت نفسها.
قليلاً من يعرف مع اليقين انها المرأ ة التي أنهت الأسرة التاسعة عشر وأسرة رمسيس الثاني ولذلك تعرضت ذكراها أيضاً للإضطهاد.

### ملكات فرعونية مرجحه

#### نيت إقرت
زمنياً تعتبر أول فرعون لمصر، كما يذكر الكتاب الرومانيون واليونانيون وأيضاً سجل مانيتو أن الملكة نيت إقرت تظهر في التصنيف على القائمة الملكية ولكن الشيء الوحيد الذي يمنعنا من تدرج اسمها في أعلا القائمة هو أن لدينا أدلة تاريخية من فترة حكمها والتي من المفترض أن تستمر نحو عاميين من 2183 إلي 2181 ق.م، منهياً سلاله الأسرة السادسة.
لقد تم تعديل تاريخيها الي حد كبير والذي جعلها بطلة للأسطورة التي انتقمت فيها لذكرى وفاة زوجها مرى ان رع مما أسفرت عن مقتل المتآمرين ومن ثم إنتحرت.
و البديل الآخر من إدعاءات الأسطورة انها منشئه لهرم الجيزه الذي ينسب إلى الملك منقرع.
على الرغم من أننا نعلم أن هذا غير صحيح، فمن المحتمل جداً ان نيت إقرت كانت شخصية تاريخية انهيت أبهى عصور الإمبراطورية المصرية القديمة وسبب في فتح أزمة من الفترة الأولى حتى المرحلة الانتقالية.

#### نفرتيتي
يعتقد الكثير من الخبراء إمكانية الوصول الملكة العظمي زوجه إخناتون الجميلة التي أصبحت وصيه على العرش مع زوجها خلال 12 سنه حتي 1340 ق.م تحت لقب (عنخ خبر ورع - نفر نفرو آتون) أي المحبوب من إخناتون وبعد التحول أصبحت تعرف باسم (سمخ كا رع) وهو الخليفة الروحي لإخناتون وبالتالي لم يعترف به كأسم لذكر.
النظرية المثيرة للاهتمام هي معرفة ان نفرتيتي لم تمت ولم تسقط في الاستياء، لأنها السيدة التي عانت من كونها زوجة أخرى لإخناتون للزوجه الأولى كاي، كما كان يعتقد في البداية، وبعض البقايا الاثرية تظهر نفرتيتي مع صفات فرعونية.
في الحقيقة انها سمخ كا رع، كما ظلت نفرتيتي على العرش بمفردها لبضعة أشهر حتى يخلفه نجله الطفل توت عنخ أتون.

### ملكات أخرى مرجحه

#### ميرنت نيت
إنفرت بالحكم، وأصبحت الأولى في هذا الأمر ثم عاشت في بدايات الاسرة الأولى حوالي في عام 3000 ق.م.
إعتقد فلندرز بيتري إنه إكتشف مقبرة لملك فرعوني تحت اسم مير-نت ولكن في غياب اسم حورس الخاص بالملوك الذكر، بالنتائج الحديثة أظهرت إنها امرأة ودفنت مع ألقاب ملكيه غير معروفه حتي الآن.
و من الواضح أن ميرنت نيت كانت الوصية على ابنها دن «حورس دن» خلال صغر سنه.
بعد وصوله لمرحلة النضج، تنازلت له عن السلطة بدون مشاكل وكفئت بمقيره ضخمه التي إقيمت في أبيدوس.
السؤال هو هل هذه الملكة الوصية على العرش إعتلته لكي تحتل الألقاب المميزة للفرعون أم لتقدم المشورة لابنها فقط؟ .

#### خنت كاوس الأولى
واحده من أكثر الشخصيات غموضاً في الدولة المصرية القديمة، عاشت بين السلالات الرابعة والخامسة من 2510 حتى 2470 ق.م.
زرعت الارتباك في المجتمع المصري ممثلاً في ظهورها بارتداء الصل المقدس واللحية المزيفة، نموذجاً للفراعنة ويطلق عليها خنت كاوس أي (أم ملكى مصر العليا والسفلى) و (أم ملك مصر العليا والسفلى).
وفقاً لبعض الخبراء، هذا ليس أكثر من سوء تفاهم وأن ما يعنيه حقاً ب خنت كاوس هو (أم ملك مصر العليا والسفلى) مشيراً إلى اثنين من أبنائها الذين أصبحوا ملوك فراعنة.
كما يعتقد أنها زوجة الملك أوسر كاف وزوجه لملك في الأسرة الرابعة الذي ارتبط بالتالي وهو ربما يكون الملك جدف بتاح.
و مع ذلك، لا أحد يستطيع أن يؤكد بشكل قاطع أي شيء في مثل هذا الوضع المعقد حتي الآن.

#### خنت كاوس الثانية
مع الملكة خنت كاوس الأولى أصبحت تتواجد مشاكل كبيرة ومناقشات مستمره حول الوصول للتتويج بلقب فرعون بإنه حقاً كاملاً، كما أنه لم يقتصر على ثاني امرأة بهذا الاسم.
أيضاً خنت كاوس الثانية تنتمي للأسرة الخامسة وزوجة للملك الثالث في الأسرة (نفر إف رع).
كانت حالتها تتماثل مع حاله خنت كاوس الأولى وهذا وفقاً للبعض ومشيراً إليها بلقب (زوجة الملك) - (والده الملك) وإنها كانت والده لإثنين من الملوك كما يعتقد الآخرين.
و أيا كان في الأمر، هناك العديد من التمثيلات للملكة خنت كاوس الثانية التي ارتدت الصل المقدس واللحية المزيفه كما حدث مع خنت كاوس الأولى كونها المرأة الوحيدة التي تظهر بهذه السمات حتى مجيء حتشبسوت، بعد الف سنه، والتي تعتبر لغز من هؤلاء النساء الذي لايزال بدون حل.

### الملكات البطلمية
لا يمكننا المساواة بين الملكات الفرعونية مع آخر ملكات مصر الذين حكموا خلال العصر البطلمي (305-30) ق.م.
على الرغم من الامتيازات الملكية، لم يكونوا حقاً حكام مستقليين ولا وضعهم لديه صله مع النساء آنفاً.
كانوا جميعاً من الفتيات والزوجات والأخوات من البطالمة، وأصلهم من اليونان الذين قبلوا العادات المصرية بالرغم من التصرف مثل اليونانيون. بالزواج من الإخوة ليس فقط على الطريقة الشرعية بل جلست بجواره واستحقت بأن تعامل مثله على قدم المساواة.
بالرغم من شعائرهم وتضاءل وظائفهم السياسية إلى حد كبير مقارنة بالملكات من السلالات السابقة.
وفي أغلب الأحيان، خصصت الملكات بصوره حصرية تلفيق المؤامرات الخطيرة والمكائد والدسائد، والذين لقوا حتفهم لاسباب طبيعية قله . هؤلاء النساء مثل برنيس وأرسينوي وكليوباترا.
كان كل من الملكات البطالمة الذين كانوا قلة وحكموا بمفردهم، ودائماً كانوا على عرش هش وبدون موافقة لمعظم الشعب وحكموا لفترات قصيره جداً هما: الملكة كليوباترا الثانية والملكة برنيس الثالثة والملكة برنيس الرابعة .
على الرغم من أسطورة كليوباترا السابعة التي حكمت دائماً باقتران شخص من إخوه زوجها أو ابنها الصغير الذين لديهم أسماء ملكية من مصر، كما أنها لم تلعب أي دور سياسي.